# Кам'яниця Захновичів
Кам'яниця Захновичів (конскрипційний № 125; інша адреса — вул. Лесі Українки, 28) — житловий будинок XVI століття, розташований в історичному центрі Львова, на вулиці Вірменській під № 25, один із найдавніших будинків на вулиці. Занесений до Реєстру пам'яток архітектури і містобудування України національного значення Постановою № 970 Ради Міністрів Української РСР від 24 серпня 1963 року з охоронним номером 324.

## Історія
Первісно на місці сучасного будинку № 25 стояли дві кам'яниці, зведені у XVI столітті. Одна з них у 1630—1631 роках належала міщанину Дермикалевичу. Іншою кам'яницею володіла вірменська родина Захновичів, від яких кам'яниця отримала свою назву, так, у 1633—1659 роках будинок належав Я. Захновичу, у 1660—1704 роках власником будинку був Христофор Захарія Захнович, купець і художник, учасник переговорів з Богданом Хмельницьким у 1655 році.
У 1763 році частину будинку викупив галицький каштелян Антоній Розвадовський за 2400 зол., у 1772 році кам'яниця перейшла у спадок до сина Ігнатія, який в 1774 році замовив її ґрунтовну перебудову, яку провели цехові майстри, будівничі Павло Шендерович і Антон Миськевич. У 1782 році Ігнатій Розвадовський заповів будинок своєму синові Антону, який 29 березня 1797 року продав його за 36 000 зол. Стефанові Яблоновському.
У XIX столітті в кам'яниці проводилися численні реконструкції та перебудови (зокрема, у 1852, 1872, 1882, 1895 роках), які сформували сучасний вигляд кам'яниці. Так, наприклад, був добудований четвертий поверх, у 1880 році браму з боку вулиці Лесі Українки заклали та перебудували на житлове приміщення, у 1882 році замінили покриття даху на вогнетривке, у 1893—1895 роках спорудили нові балкони-галереї та реконструювали туалети. Станом на 1871 рік власником будинку значився Юзеф Фюллер (у дослідника Львова І. Мельника — Юзефа Фюллер), пізніше — Давид і Естер Мюнфельди, у 1889 році — спадкоємці міщанина Чарнецького, у 1916 році — Гелена Суровецька.
На початку XX століття в будинку розміщувався осередок українського ремісничого товариства «Зоря», заснований у 1884 році архітектором та громадським діячем Василем Нагірним. У 1930-х роках ця організація мала назву «Товариство руських промисловців і підприємців» і станом на 1934 рік володіла кам'яницею Захновичів, адміністратор товариства мешкав у квартирі на першому поверсі.
У 1950-х роках у будинку розташовувався ремонт взуття. В 1988 році проведено капітальний ремонт будинку, в 2015 році — реставраційні роботи із переплануванням нежитлових приміщень, в рамках яких у двох крайніх вікнах першого поверху прорубали прорізи для дверей.
На початку XIX століття будинок житловий, партерні приміщення флігеля використовує Львівська обласна організація Республіканської християнської партії. На першому поверсі розташовуються кондитерські магазини «Майстерня марципанів» та «Ковальня шоколаду».

## Опис кам'яниці
Будинок розташований на видовженій прямокутній ділянці від вулиці Вірменської до вулиці Лесі Українки та складається із 4-поверхової чільної кам'яниці, 3-поверхової тильної (фасад виходить на вулицю Лесі Українки) та бічних флігелів, що формують невелике чотирикутне подвір'я в центрі забудови, оточене балконними галереями. Будівлі цегляні з білокам'яними елементами, з підвалами та горищем. В оздобленні фасадів простежуються риси пізньої готики, ренесансу, пізнього бароко, класицизму та історизму.
Головний будинок чотириповерховий, п'ятивіконний, у нерівномірному відносно центральної осі розподілі вікон можна простежити абриси фасадів двох кам'яниць—попередниць сучасного будинку: одна з фасадом у два вікна, інша — у три. Фасад тинькований, на рівні перших двох поверхів лінійно рустований, завершений масивним карнизом із модульйонами у формі волют та дентикулами, горище виділено фризом. Вікна прямокутні, облямовані скромними білокам'яними наличниками, на другому поверсі прикрашені прямими сандриками із рослинним орнаментом на фризі, на третьому поверсі — замковими каменями, на четвертому — віньєтками у вигляді зустрічних волют із рокайлем.
Тильний фасад, що виходить на вулицю Лесі Українки, має аналогічне чільному нерівномірне розташування вікон. Фасад рустований і розчленований горизонтально двома тягами, над першим поверхом і під горищем. Вікна прямокутні, облямовані скромними широкими лиштвами.
Первісне ренесансне внутрішнє планування будинку численні перебудови змінили на галерейно-секційне. Головний вхід розташований з боку вулиці Вірменської, трохи праворуч від центральної осі фасаду, та має вигляд широкого аркового ренесансного порталу із наскрізним проїздом, що веде до внутрішнього подвір'я. Портал прикрашений замковим каменем у вигляді фігурного кронштейну, та широким кам'яним антаблементом, який зберігся від первісного оформлення будинку. Двері торгових приміщень, розташовані по флангах фасаду, та єдине збережене вікно першого поверху зверху прикрашені сучасними дерев'яними сандриками, які візуально повторюють форму антаблемента. Ліворуч від проїзду розташована головна сходова клітка, у бічному флігелі — додаткова. В сінях проїзду збереглися первісні готичні хрестові склепіння, які ребрами спираються на кам'яні іонічні імпости-капітелі, що завершуються стилізованими ліліями.

## Галерея

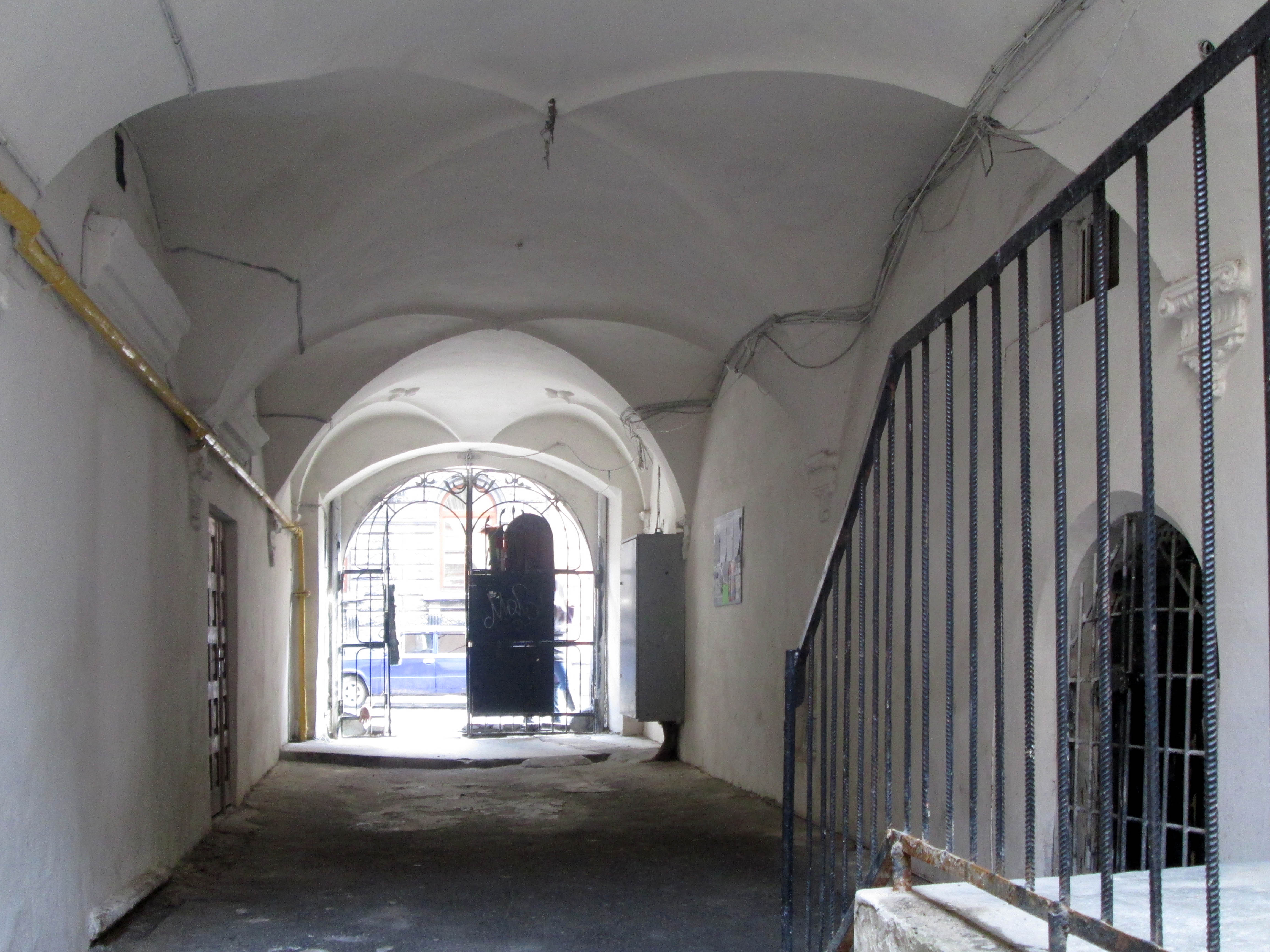
Сіни будинку
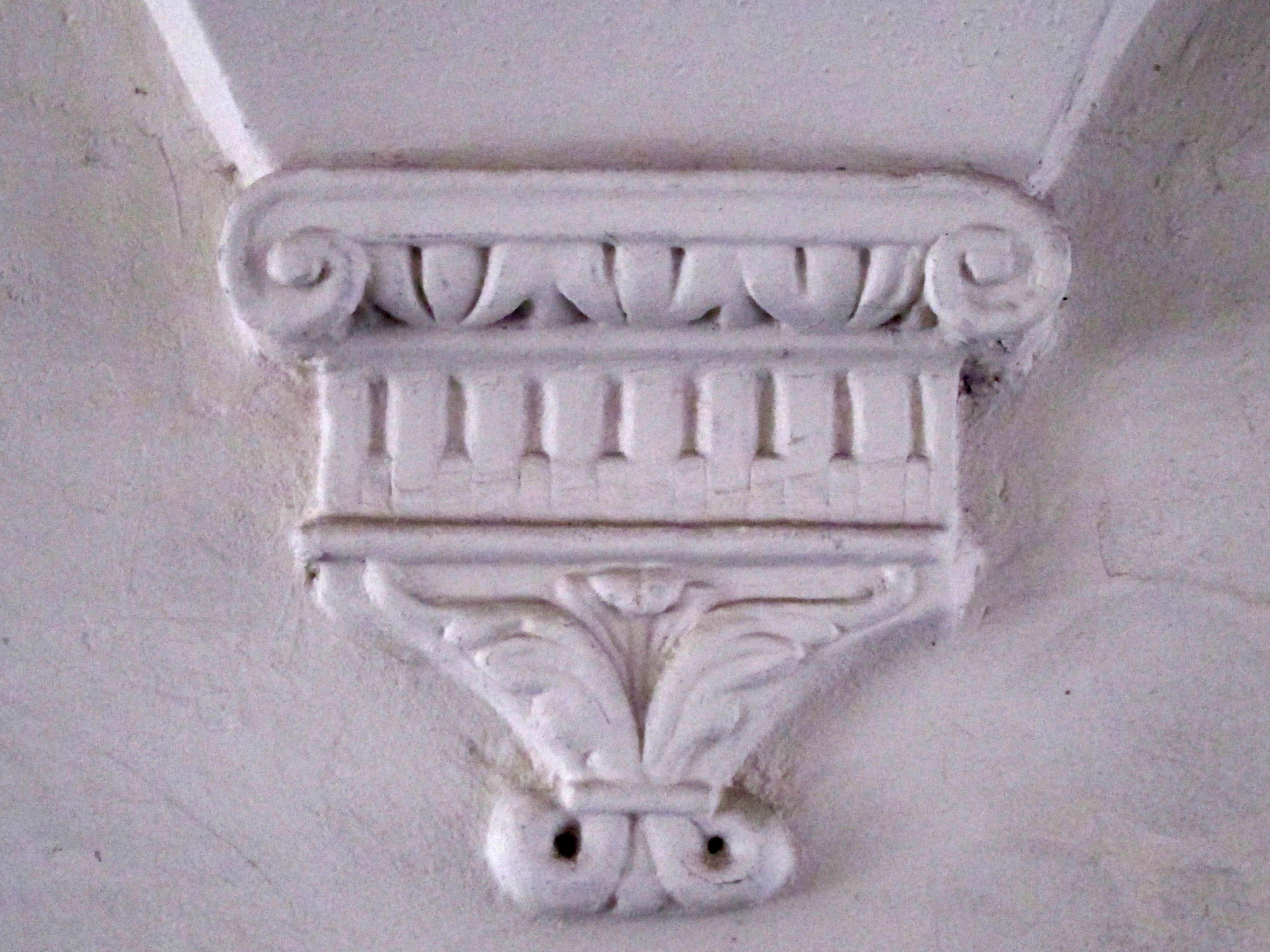
Імпост склепінь
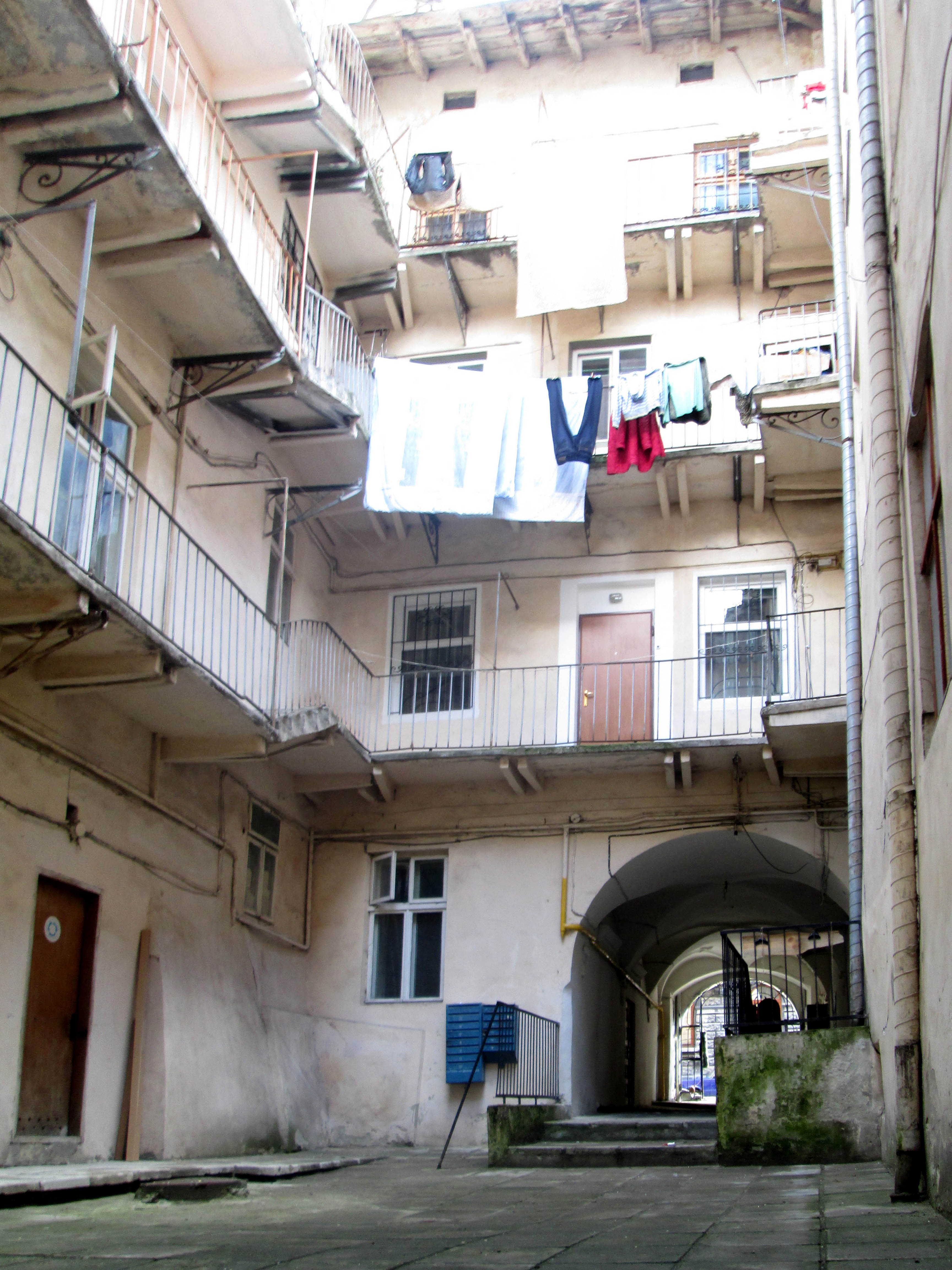
Внутрішнє подвір'я
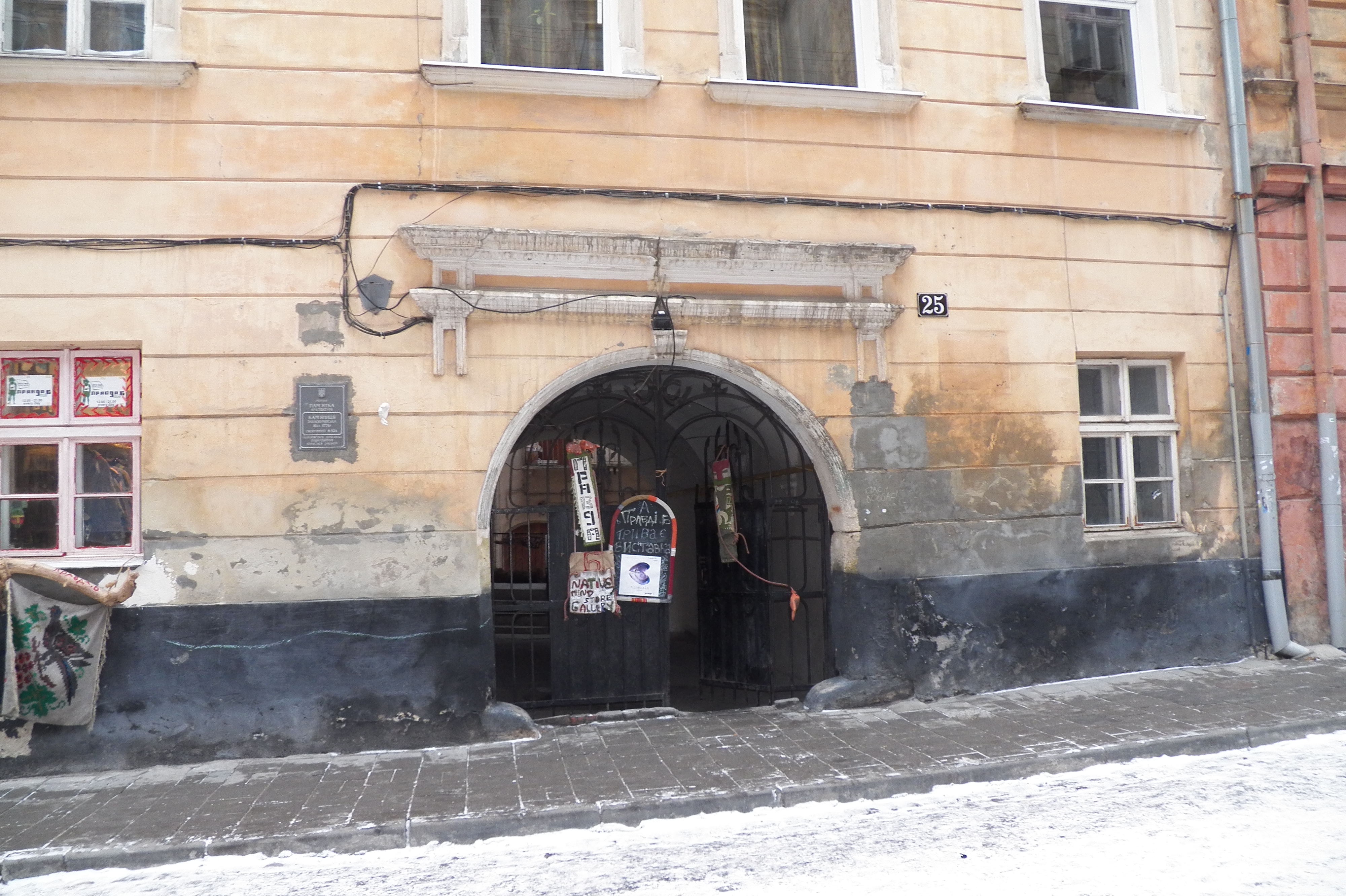
Портал та вікна першого поверху до реконструкції 2015 року